# دهنو كرمعلي (مقاطعة دلفان)
دهنو كرمعلي (بالفارسية: دهنو کرمعلی) هي قرية تقع في قسم خاوة الشمالي الريفي (مقاطعة دلفان) في إيران. يقدر عدد سكانها بـ 48 نسمة .